# Michael C. Hall
Michael Carlyle Hall (ur. 1 lutego 1971 w Raleigh) – amerykański aktor, zdobywca Złotego Globu i nominowany do nagrody Emmy. Najlepiej znany z tytułowej roli Dextera Morgana, seryjnego mordercy i analityka rozprysku krwi, w serialu stacji Showtime pt. Dexter, za którą w 2010 otrzymał Złoty Glob i Nagrodę Gildii Aktorów Ekranowych, a także w 2007, 2008 i 2009 był nominowany do Złotego Globu. Popularność przyniosła mu rola Davida Fishera w serialu HBO Sześć stóp pod ziemią, za którą uzyskał w 2002 nominację do nagrody Emmy w kategorii Najlepszy aktor w serialu dramatycznym.

## Życiorys

### Wczesne lata
Urodził się w Raleigh w Karolinie Północnej jako syn Janice (z domu Styons) Hall, konsultantki ds. zdrowia psychicznego w Lees-McRae College, i Williama Carlyle Halla, który pracował dla IBM. Jego rodzina była pochodzenia angielskiego, a także miała korzenie irlandzkie, szkockie i walijskie. Jego siostra zmarła przed jego urodzeniem. Ojciec Halla zmarł na raka, gdy ten miał 11 lat.
W 1993 ukończył Earlham College w Richmond w Indianie. W 1996 uzyskał tytuł magistra sztuk pięknych na Uniwersytecie Nowojorskim.

### Kariera
Karierę aktorską rozpoczynał od teatru. Występował w teatrach off-Broadway m.in. w New York Public Theater, New York Shakespeare Festival i Manhattan Theatre Club. W 1999 reżyser Sam Mendes zaangażował go do roli Mistrza Ceremonii – Emcee w musicalu Kabaret z Michaelem Stuhlbargiem (Ernst Ludwig), pierwszej roli na Broadwayu, gdzie zastąpił Alana Cumminga. W 2003 Hall koncertował z musicalem Chicago jako Billy Flynn. Dwa lata później powrócił do teatru off-Broadway tytułową rolą w spektaklu Mr. Marmalade.
Sam Mendes polecił Halla do roli Davida Fishera, kiedy Alan Ball rozpoczął obsadzanie serialu Sześć stóp pod ziemią. Po pierwszym sezonie serialu Hall został nominowany do Emmy w kategorii Najlepszy aktor w serialu dramatycznym oraz do nagrody AFI w kategorii Najlepszy aktor. Aktor był także pięciokrotnie nominowany do Nagrody Gildii Aktorów Ekranowych w kategorii Najlepszy zespół aktorski, wygrywając nagrodę w 2003 i 2004.
Obecnie Hall występuje i współprodukuje serial Dexter sieci Showtime, w którym wcielił się w rolę tytułowego bohatera. W serialu gra jego była żona Jennifer Carpenter jako jego przybrana siostra Debra Morgan. Serial miał swoją premierę 1 października 2006, ostatni odcinek zaś został wyemitowany 22 września 2013. Stacja Showtime potwierdziła, że ósmy sezon będzie ostatnim, kończącym serię. Aktor był trzykrotnie nominowany do Emmy w kategorii Najlepszy aktor w serialu dramatycznym oraz trzykrotnie do Złotego Globu, otrzymując nagrodę w 2010 roku w kategorii najlepszego aktora w serialu dramatycznym. W tym samym roku zdobył Nagrodę Gildii Aktorów Ekranowych w kategorii Najlepszy aktor.
W 2009 roku Hall zaczął podkładać głos do niektórych reklam Dodge, w tym Challenger, Charger, Durango, Grand Caravan i Journey, jak również Jeep Grand Cherokee.

## Życie prywatne
W maju 2003 poślubił aktorkę Amy Spanger. Małżeństwo przetrwało do 2006. 31 grudnia 2008 poślubił Jennifer Carpenter, znaną z roli Debry Morgan w serialu telewizyjnym Dexter. Para była w separacji od sierpnia 2010, w grudniu tego samego roku Carpenter wystąpiła o rozwód. 2 grudnia 2011 sąd orzekł rozwiązanie małżeństwa pomiędzy Hallem a Carpenter. 29 lutego 2016 poślubił pisarkę Morgan Macgregor.
W styczniu 2010 agent Halla potwierdził, że aktor został poddany leczeniu ziarnicy złośliwej. Hall odebrał nagrody Złotego Globu i Nagrodę Gildii Aktorów Ekranowych, nosząc nakrycie ukrywające głowę pozbawioną włosów. 25 kwietnia 2010 Carpenter ogłosiła, że aktor został wyleczony i że wkrótce rozpocznie nagrywanie kolejnego sezonu Dextera.
Był twarzą kampanii „Feed The People” Towarzystwa Pomocy Somalii. W ostatnim czasie pracował również z linią do pielęgnacji skóry Kiehl, limitowanej edycji, z której zysk został przekazany Waterkeeper Alliance, organizacji non-profit, która pragnie dostarczyć czystej i bezpiecznej wody na całym świecie.

## Filmografia
- Sześć stóp pod ziemią (2001–2005) jako David Fisher
- Showboy (2002) jako on sam
- Zapłata (2003) jako agent Klein
- Osierocona (2004) jako Jonathan
- Dexter (2006–2013) jako Dexter Morgan
- Mysteries of the Freemasons (2006) jako narrator
- Gamer (2009) jako Ken Castle
- Dexter: Early Cuts (2009) jako Dexter Morgan
- Peep World (2010) jako Jack
- East Fifth Bliss (2010) jako Morris Bliss
- Na śmierć i życie (2013) jako David Kammerer
- Chłód w lipcu (Cold in July, 2014) jako Richard Dane
- Game Night (2017) jako Bułgarian
- Safe (2018) jako Tom Delaney
- Pokonani (2020) jako Tom Franklin
- Dexter: New Blood (2021) jako Dexter Morgan
- Dexter Ressurection (2025) jako Dexter Morgan

## Nagrody
- Złoty Glob Najlepszy aktor w serialu dramatycznym: 2010 Dexter
- Nagroda Gildii Aktorów Ekranowych Najlepszy aktor w serialu dramatycznym: 2010 Dexter